# 1984년 뉴질랜드 총선
1984년 뉴질랜드 총선은 뉴질랜드 대의원 의원들을 선출하기 위해 1984년 7월 14일에 치러졌다. 총 95개의 선거구에서 단순다수제에 기반하여 의원들을 선출하였다. 선거 결과 노동당이 56석을 얻어 원내 1당에 등극하였고, 대표였던 데이비드 롱이는 총리로 옹립되었다.

## 선거 결과
| 정당                                           | 정당                | 득표수    | 득표율 | 의석 |
| ---------------------------------------------- | ------------------- | --------- | ------ | ---- |
|                                                | 뉴질랜드 노동당     | 829,154   | 42.98  | 56   |
|                                                | 뉴질랜드 국민당     | 692,494   | 35.90  | 37   |
|                                                | 뉴질랜드당          | 236,385   | 12.25  | -    |
|                                                | 뉴질랜드 사회신용당 | 147,162   | 7.63   | 2    |
|                                                | 마나 모투하케       | 5,989     | 0.31   | -    |
| 기타 정당                                      | 기타 정당           | 18,017    | 0.93   | -    |
| 유효표 수                                      | 유효표 수           | 1,929,201 | 99.61  | -    |
| 무효표 수                                      | 무효표 수           | 7,565     | 0.39   | -    |
| 투표자 수                                      | 투표자 수           | 1,936,766 | -      | 95   |
| 출처: The New Zealand Official Year-book, 1984 |                     |           |        |      |